# Upplands runinskrifter 243
Upplands runinskrifter 243 är en sedan länge försvunnen vikingatida runsten som funnits i Molnby, Vallentuna socken och Vallentuna kommun.
Stenen är rest av två föräldrar till minne av deras två söner. Uttrycket "dogo i vita kläder" betyder att de döpts, och då klätts i just vita kläder, inför döden. Ristningen är attribuerad till runristaren Visäte.

## Inskriften
Translitterering av runraden:
[holmlauk · uk · holmfrþ · lata · reisa · steina · eftʀ · fasta · uk · shfast · sunu · sina · þiʀ · to i hoitauaþum]
Normalisering till runsvenska:
Holmlaugʀ ok Holmfriðr lata ræisa stæina æftiʀ Fasta ok Sigfast, sunu sina. Þæiʀ dou i hvitavaðum.
Översättning till nusvenska:
Holmlög och Holmfrid låta resa stenarna efter Faste och Sigfast, sina söner. De dogo i vita kläder.